# Pista di bob dei Pélerins
La pista di bob dei Pélerins (in francese: piste de bobsleigh des Pélerins) è stato un tracciato sportivo per la pratica del bob situato nell'attuale quartiere di Les Pélerins a Chamonix-Mont-Blanc, nel dipartimento dell'Alta Savoia, in Francia.
La pista venne realizzata in occasione dei primi Giochi olimpici invernali, organizzati a Chamonix nel 1924.

## Storia
Nel giugno 1922, il Comitato olimpico francese organizzò a Parigi un "Congresso degli sport invernali", che portò alla selezione di Chamonix-Mont-Blanc come città ospitante di una "Settimana internazionale degli sport invernali", quale evento collaterale e precedente dei Giochi della VIII Olimpiade organizzati a Parigi da maggio a luglio 1924. L'amministrazione comunale di Chamonix si impegnò quindi a costruire le strutture necessarie per ospitare le competizioni sportive invernali, tra cui una pista di bob. I lavori di costruzione della pista furono autorizzati da un decreto prefettizio del 18 novembre 1922; il costo complessivo dei lavori, eseguiti dalla Direzione dei ponti e delle strade dell'Alta Savoia, fu di 115.822,57 franchi..
Il terreno scelto per realizzare la pista di bob si trovava nella località di Les Pélerins (oggi inglobata e divenuta un quartiere di Chamonix), vicino alla funivia dell'Aiguille du Midi, che permetteva agli atleti e ai loro bob di salire fino al punto di partenza.

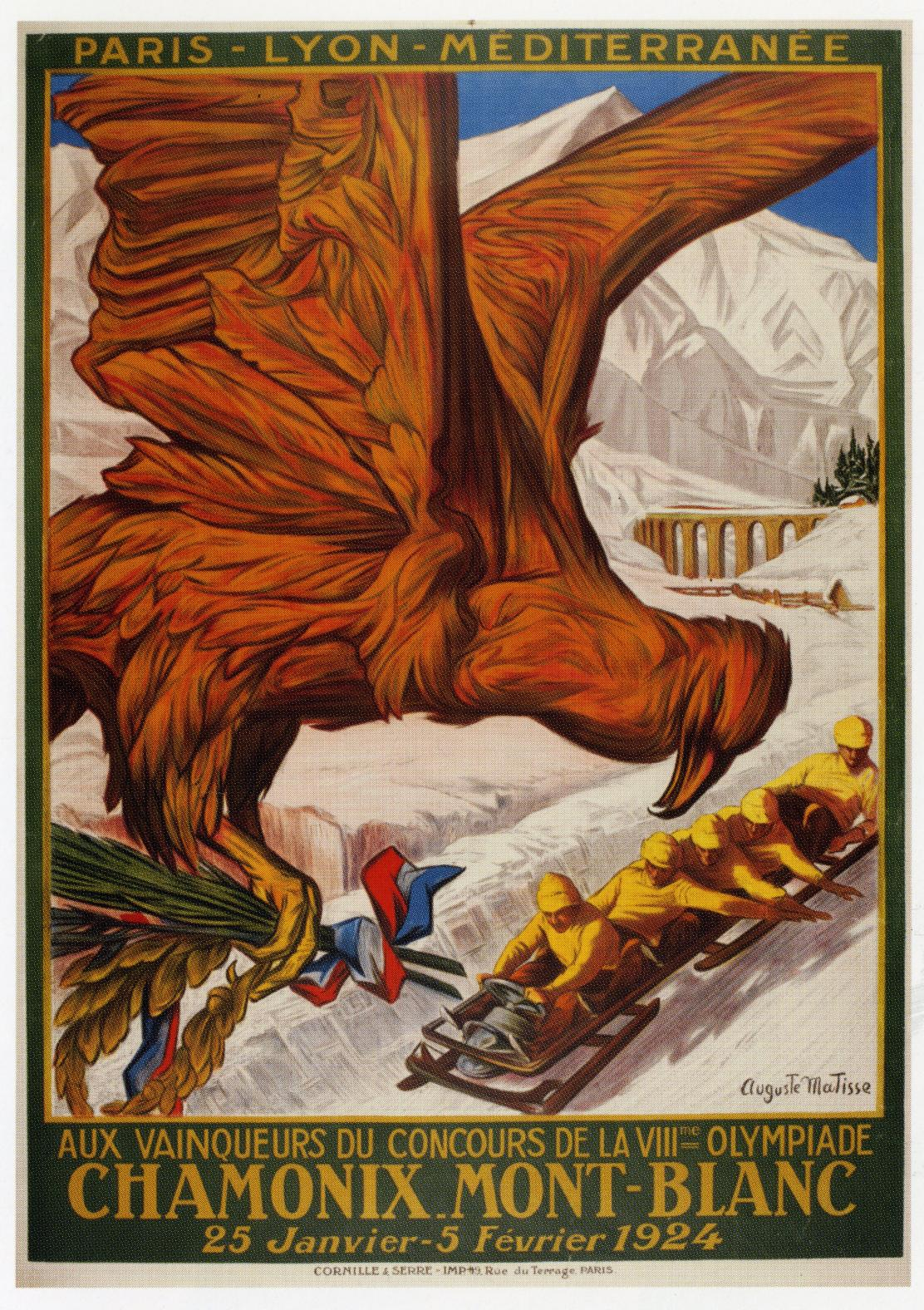
Manifesto ufficiale della prima Olimpiade invernale del 1924

La medaglia d'oro della prima gara olimpica di bob del 2-3 febbraio 1924 fu vinta dal primo equipaggio svizzero, composto da Eduard Scherrer, Alfred Neveu, Alfred Schläppi e Heinrich Schläppi, seguito da quello britannico e belga. All'epoca potevano partecipare anche equipaggi composti da cinque atleti e la gara comprendeva quattro discese. Uno dei due bob francesi si capovolse più volte durante l'allenamento e i quattro atleti francesi furono portati in ospedale; inoltre, durante la loro prima discesa, i bobbisti francesi gareggiarono in stato di ebbrezza, poiché uno di essi (il marchese Jean de Suarez d'Aulan) era all'epoca proprietario di una casa vitivinicola produttrice di champagne e li aveva fatti bere generosamente.
Dopo le Olimpiadi del 1924, la pista dei Pélerins ospitò numerose competizioni, tra cui diverse edizioni dei campionati nazionali francesi di bob.
La pista era rinomata per la sua pericolosità: durante i campionati francesi di bob del 1950 si verificò la morte di cinque bobbisti e il ferimento di altri due, pertanto venne annunciata la chiusura della pista.
Nel luglio 1966, l'amministrazione comunale ritirò definitivamente la concessione che permetteva al Club des sports de Chamonix di utilizzare la pista.

## Caratteristiche tecniche
La pista era lunga 1.369,88 metri, con un dislivello di 156,29 metri, 19 curve ed una larghezza di due metri. La pista aveva una pendenza media dell'11,4%.
| Numero curva | Nome                     | Note |
| ------------ | ------------------------ | --- |
| 1. 2.        | -                        | senza nome |
| 3.           | Les Myrtilles            | I mirtilli |
| 4. 5. 6.     | -                        | senza nome |
| 7.           | Les Pouteretz            | I fagioli |
| 8.           | -                        | senza nome |
| 9.           | Place Verte              | Il luogo verde |
| 10.          | -                        | senza nome |
| 11.          | L'Eau Noire              | L'acqua nera |
| 12.          | -                        | senza nome |
| 13.          | J. Balmat                | L'italiano Jacques Balmat fu il primo alpinita a scalare il Monte Bianco nel 1786, insieme a Michel Gabriel Paccard.                                                       |
| 14.          | -                        | senza nome |
| 15.          | Les Écureuils            | Gli scoiattoli |
| 16.          | Le Pylône                | Il pilone |
| 17., 18.     | Tournants du Téléférique | Tornanti della teleferica. I bob erano venivano agganciati alla Ligne du téléférique de l'Aiguille du Midi e trasportati dal basso verso il punto di partenza della pista. |
| 19.          | Arrivée                  | Arrivo |

## Principali manifestazioni
- Olimpiadi invernali: 1924
- Campionati nazionali francesi di bob